# Esmeralda Athanasiu-Gardeev
Esmeralda Athanasiu-Gardeev, née en 1834 à Galați et morte en 1917 à Bucarest, est une compositrice roumaine.

## Biographie
Esmeralda Athanasiu-Gardeev étudie la musique à Bucarest puis le piano et la composition à Paris avec Julius Schulhoff et la composition à Saint-Pétersbourg avec Anton Rubinstein. Après un bref mariage avec Vasile Hermaziu, elle épouse le général Gardeev qui lui fait connaître l'aristocratie russe. Après la guerre d'indépendance de la Roumanie, elle vit à Bucarest, y enseignant le chant, le luth et le piano,.

## Œuvres
Beaucoup des compositions d'Athanasiu-Gardeev s'inspirent du folklore roumain. Plusieurs sont dédiées au roi Carol Ier de Roumanie ou à des membres de l'aristocratie. Quelques œuvres :
- Romanian March, op. 1
- Myosotis (mazurka)
- Souvenir d'Odessa (mazurka)
- Polca capricioasa
- Wordless romance
- Scherzo
- Imn, hymne pour chœur mixte
- Collection de chansons
- 3 Lieder